# Otopharynx tetrastigma
Otopharynx tetrastigma är en fiskart som först beskrevs av Günther, 1894.  Otopharynx tetrastigma ingår i släktet Otopharynx och familjen Cichlidae. IUCN kategoriserar arten globalt som livskraftig. Inga underarter finns listade i Catalogue of Life.